# Yessica Camilo
Yessica Camilo (Santo Domingo, 23 februari 1993) is een Dominicaans voormalig boogschutster.

## Carrière
In 2015 nam ze deel aan de Pan-Amerikaanse Spelen waar ze in de eerste ronde verloor van de Mexicaanse Aída Román. Op het Pan-Amerikaanse kampioenschap in 2016 won ze in de eerste ronde van de Braziliaanse Patricia Layolle maar verloor in de tweede ronde van de Colombiaanse Valentina Contreras. Camilo nam in 2016 deel aan de Olympische Spelen en werd in de eerste ronde verslagen door Choi Mi-sun. Ze stopte met internationale competitie na 2018.

## Erelijst

### Olympische Spelen
- 2016: 1e ronde (verloren van Choi Mi-sun met 0-6)

### Copa Merengue
- 2018:  Santo Domingo (team)